# Ganges (Franciaország)
Ganges (okcitán nyelven Gange) község és település Franciaországban, Hérault megyében. Lakosainak száma 3854 fő (2022. január 1.). Ganges Sumène, Saint-Julien-de-la-Nef, Cazilhac, Laroque és Moulès-et-Baucels községekkel határos., Languedoc-Roussillon régióban. A Hérault és a Rieutord folyók összefolyásánál fekszik.

## Népesség
A település népességének változása:
| Lakosok száma | 4872 | 3533 | 3343 | 3887 | 3967 | 3950 | 4024 | 4098 | 4114 | 3854 |
|               | 1968 | 1982 | 1990 | 2006 | 2013 | 2015 | 2017 | 2019 | 2020 | 2022 |

## Híres szülöttjei
- Marc Bourrier labdarúgó, edző

## Galéria

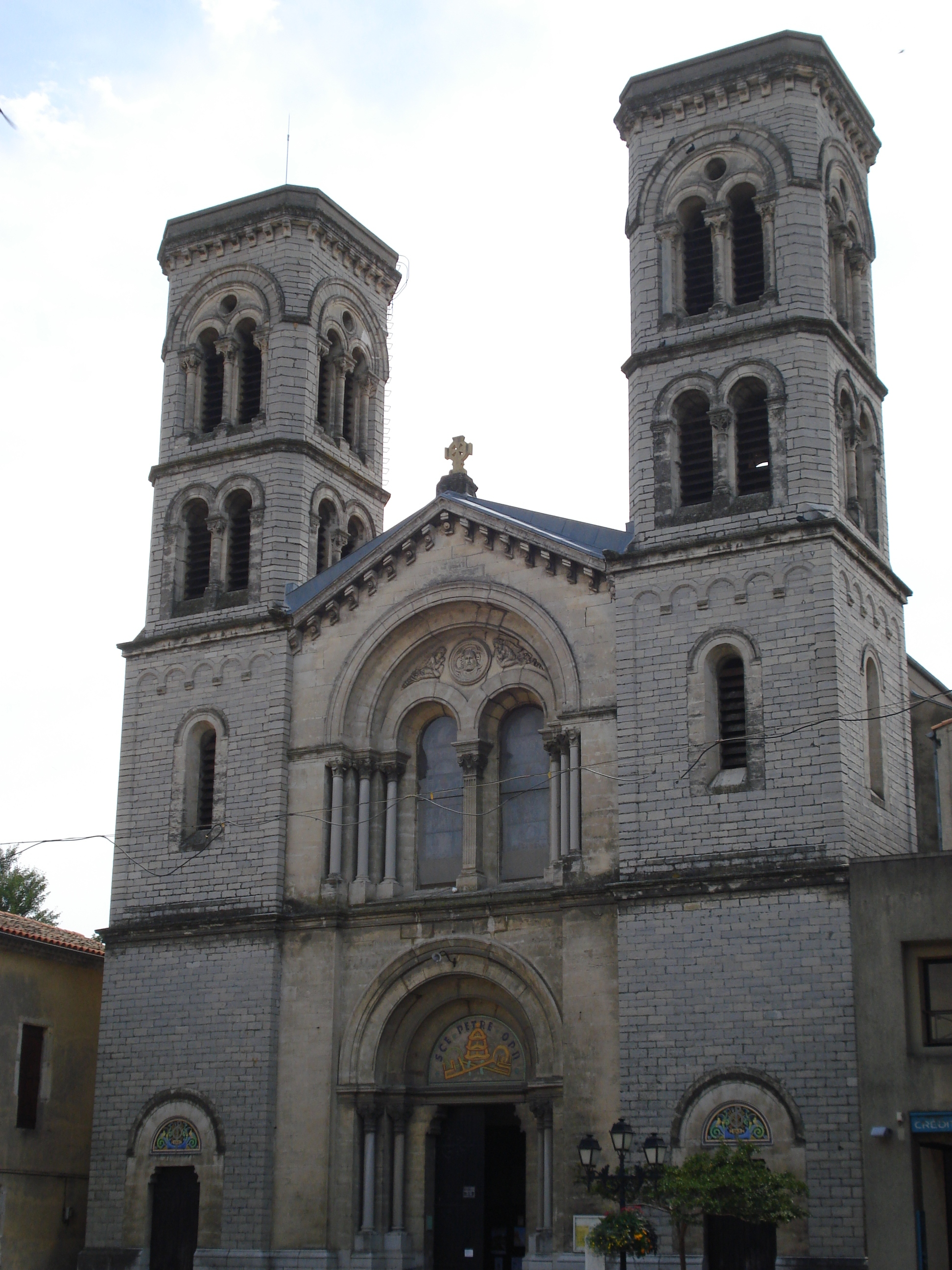
Katolikus templom
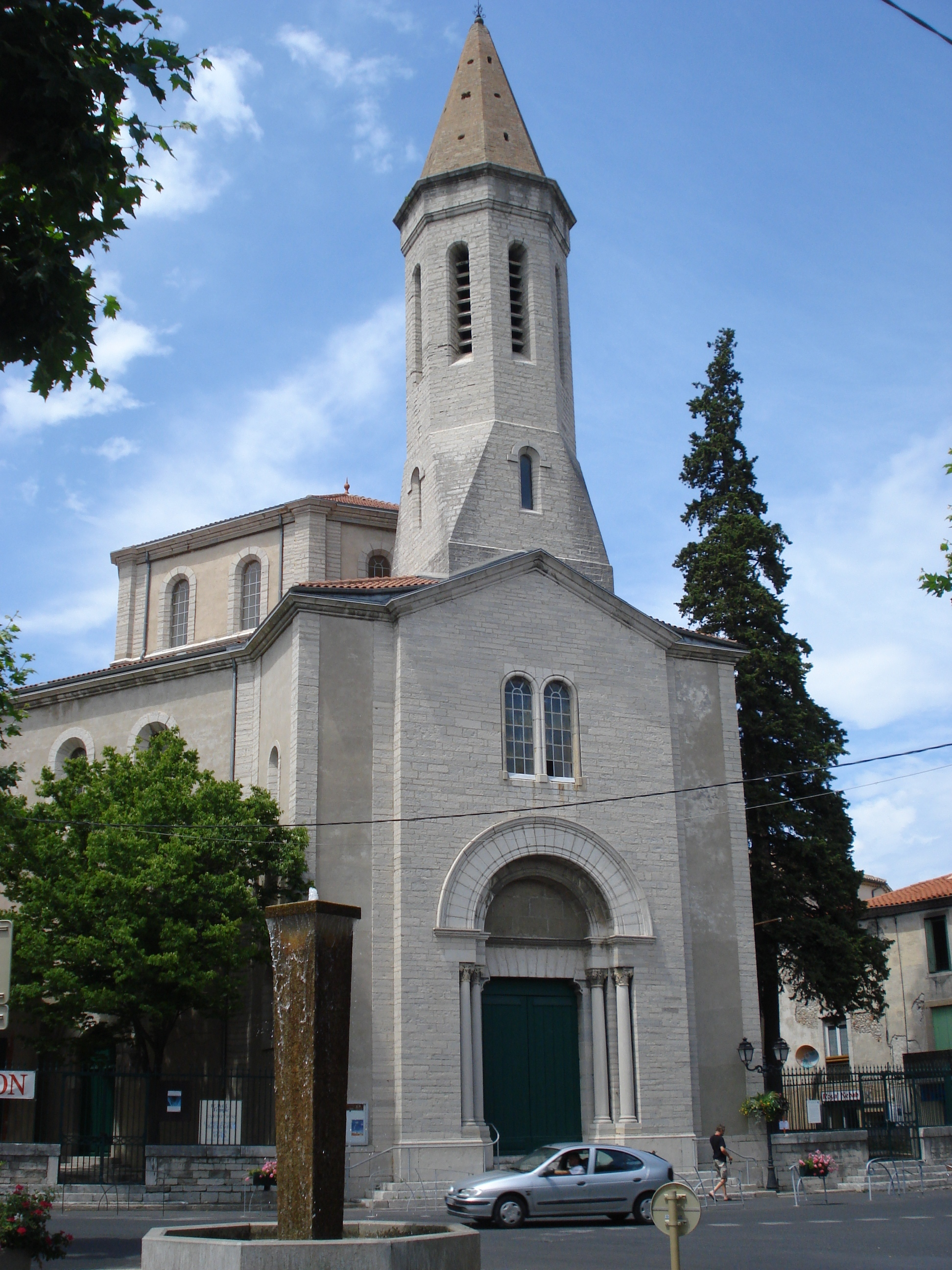
Protestáns templom
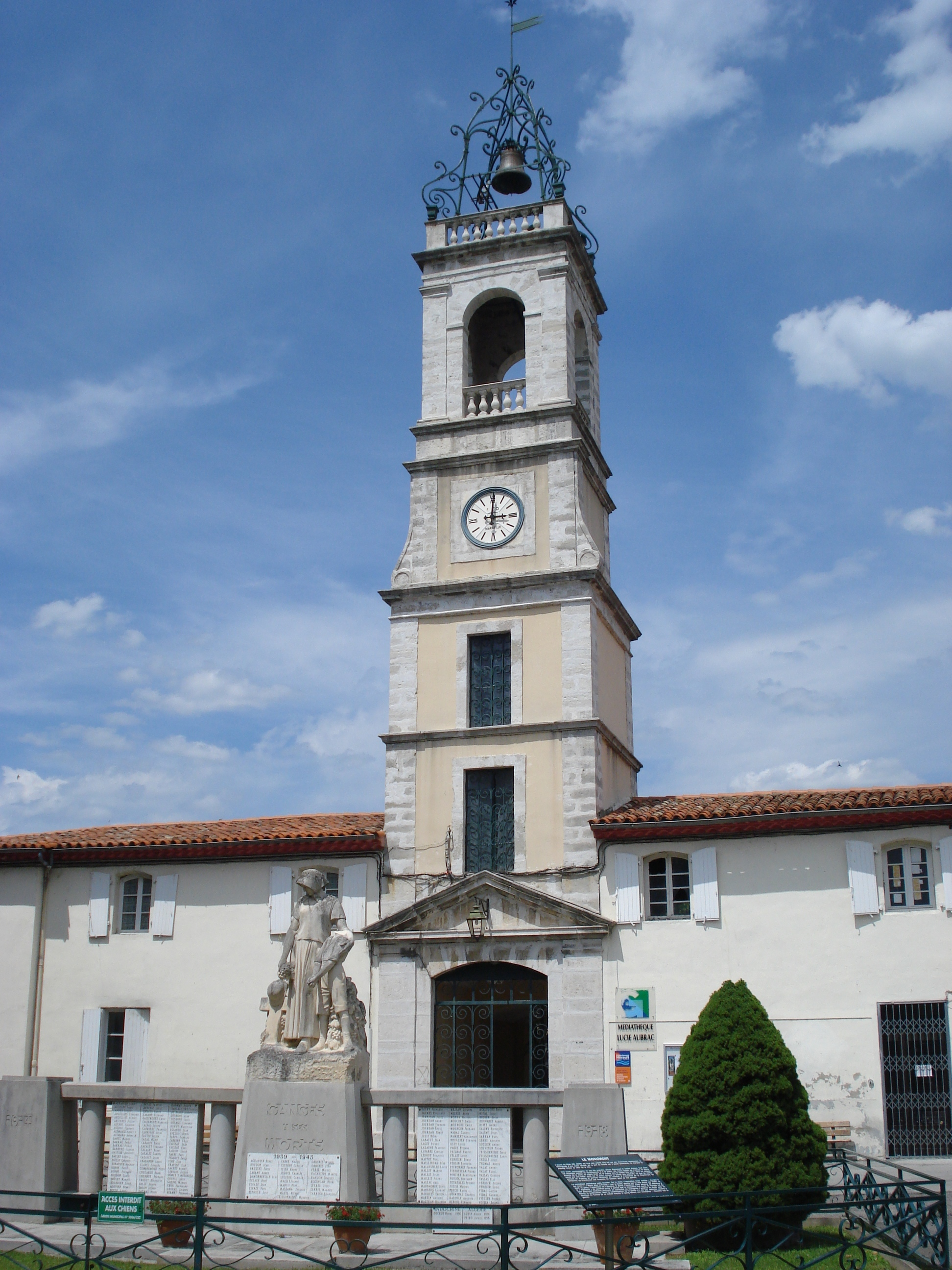
Harangtorony és hősi emlékmű
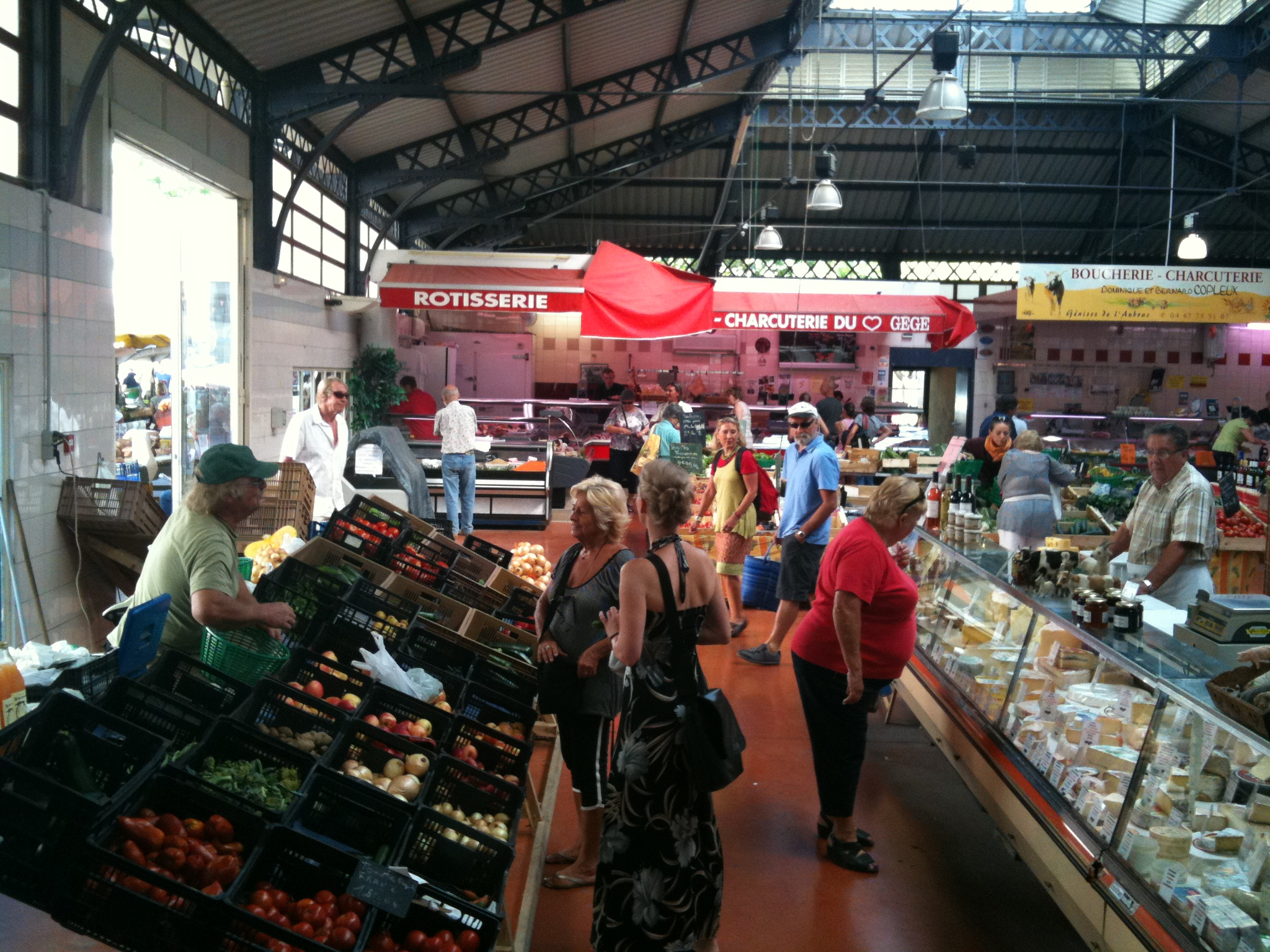
Piac 2011-ben